# Bodemziekte

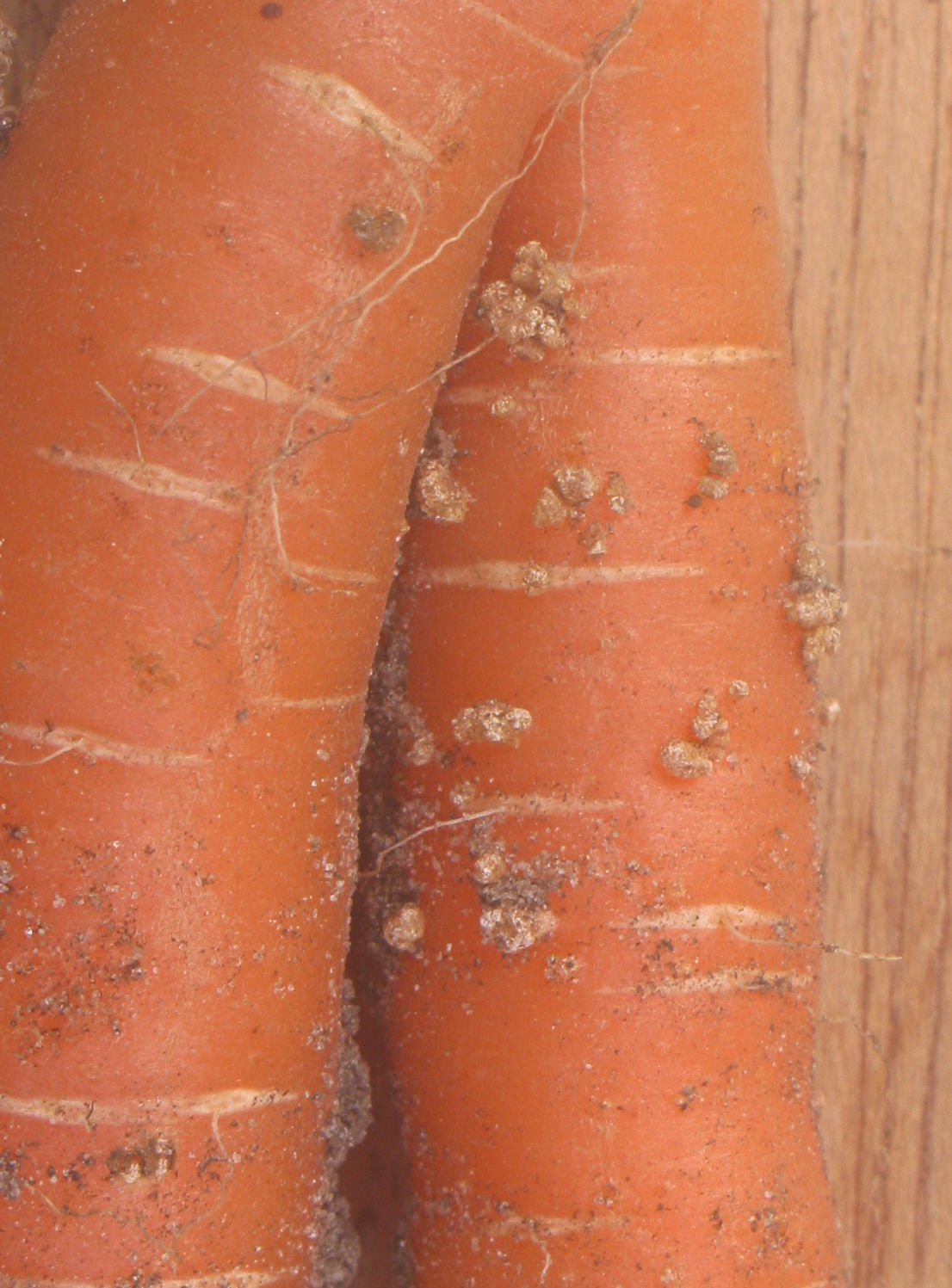
maiswortelknobbelaaltje bij wortel

Een bodemziekte is een grondgebonden ziekte, die cultuurplanten aantast. Veel gewassen hebben last van bodemziekten, die veroorzaakt worden door aaltjes, schimmels, bacteriën en insecten. Zo hebben aardappels last van aardappelmoeheid veroorzaakt door aaltjes, erwten na tuinboon last van fusarium-voetziekte en bieten na gras last van emelten.
Een goede vruchtwisseling kan de opbouw van het pathogeen tegengaan.
Er wordt onderscheid gemaakt tussen:
- Bodembewonende ziekteverwekkers, die biotroof zijn en
- Wortelbewonende ziekteverwekkers, die perthotroof zijn.

De bodembewonende ziekteverwekkers, zoals Rhizoctonia, zijn weinig gespecialiseerd, kunnen in levenblijven op dood organisch materiaal en kunnen veel verschillende plantensoorten aantasten. De wortel-bewonende ziekteverwekkers, zoals de tarwehalmdoder, knolvoet en de honingzwam, kunnen na infectie van de waardplant enige tijd overleven op de afgestorven plantendelen van de waardplant.
Veel voorkomende bodemziekten zijn:
- bodemmoeheid veroorzaakt door aaltjes, zoals het wortelknobbelaaltje en aardappelcystenaaltje
- schimmels zoals verticillium, fusarium-voetziekte, tarwehalmdoder en Rhizoctonia
- bacteriën zoals ringrot (Clavibacter michiganensis subspecies sepedonicus) en bruinrot bij aardappel en wortelknobbel (Agrobacterium tumifaciens)
- insecten, zoals emelten en ritnaalden

Daarnaast kunnen ook virussen door bodemschimmels overgebracht worden, zoals rizomanie bij suikerbieten.